# 田口乡
田口乡，是中华人民共和国河南省周口市西华县下辖的一个乡镇级行政单位。

## 行政区划
田口乡下辖以下地区：
田口村、陈楼村、宋营村、许营村、崔庄村、张大楼村、董城村、罗车李村、王贯楼村、春秋岗村、李陈村、陵西村、陵前村、大庞村、滩上村、小王村和后王村。